# Caledoniscincus terma
Caledoniscincus terma är en ödleart som beskrevs av  Ross A. Sadlier BAUER och COLGAN 1999. Caledoniscincus terma ingår i släktet Caledoniscincus och familjen skinkar. IUCN kategoriserar arten globalt som sårbar. Inga underarter finns listade.